# Lágler Pál
Lágler Pál Béla 1940-től Lovas (1913. október 8. – ?) olimpiai válogatott labdarúgó, jobbfedezet.

## Pályafutása

### Klubcsapatban
1932 nyarán lett a Váci Reménység játékosa. Előtte nem volt leigazolva sehol. 1933 októberében átigazolt a Magyar Pamutipari SC-be. 1936 szeptemberében az Újpest FC szerződtette. Itt az első csapatban nem kapott lehetőséget. 1937 márciusában a Kispest FC játékosa lett, ahol megsérült,majd a nyár folyamán átadó listára került. Ezután a francia másodosztályú FC Calais színeiben szerepelt. 1940 tavaszán a Testvériség igazolta le.

### A válogatottban
1936-ban egy alkalommal szerepelt az olimpiai válogatottban a berlini olimpián.
Későbbi életéről keveset tudunk. 1986-ban a berlini olimpia 50. évfordulóján a Magyar Labdarúgó Szövetség napilapok segítségével kérte a válogatott labdarúgócsapat egyes tagjainak jelentkezését. Hogy Lágler jelentkezett-e, egyáltalán életben volt-e, arról nincs információ, az azonban bizonyos, hogy a sportág ekkorra már elveszítette vele a kapcsolatot.

## Statisztika

### Mérkőzése az olimpiai válogatottban
| Magyarország | Magyarország       | Magyarország              | Magyarország  | Magyarország | Magyarország | Magyarország          | Magyarország | Magyarország |
| #            | Dátum              | Helyszín                  | Hazai         | Eredmény     | Vendég       | Kiírás                | Gólok        | Esemény      |
| ------------ | ------------------ | ------------------------- | ------------- | ------------ | ------------ | --------------------- | ------------ | ------------ |
|              | 1936. augusztus 5. | Berlin, Poststadion (GER) | Lengyelország | 3 – 0        | Magyarország | olimpia, első forduló | -            |              |
|              | Összesen           |                           |               | 0            | mérkőzés     |                       | 0            | gól          |